# Leslie J. Newman
Leslie J. Newman ist eine australische Meeresbiologin, die auf die Erforschung von Plattwürmern spezialisiert ist.

## Leben

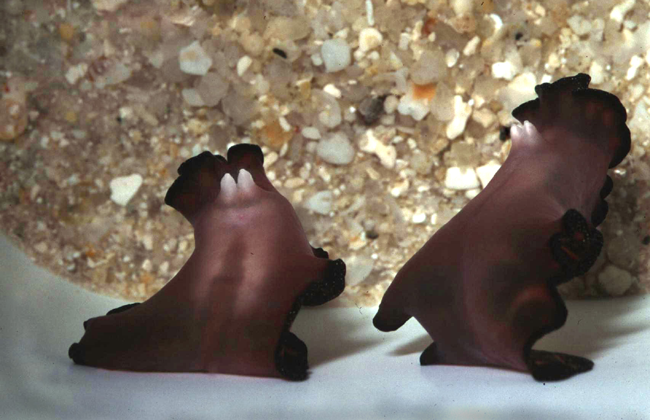
Newmann wurde vor allem durch ihre Veröffentlichungen über das „Penisfechten“ bekannt, bei dem Plattwürmer (hier Pseudobiceros bedfordi) wechselseitig versuchen, Sperma auf dem „Gegner“ zu platzieren

Newman studierte an der University of Guelph in Guelph, Ontario, Kanada. Dort erwarb sie 1979 den Bachelor- und 1982 den Masterabschluss in Meeresbiologie. An der University of Queensland in Brisbane wurde sie in Zoologie promoviert. Sie arbeitet seit über zehn Jahren als Postdoc, finanziert durch drei Fellowships. Seit 1990 untersucht sie gemeinsam mit Lester Cannon vom Queensland Museum Plattwürmer der Ordnung Polycladida. Newmann hat über 400 Plattwürmer dokumentiert und rund 100 Arten erstbeschrieben. Sie entwickelte eine neue Technik zur Fixierung der Plattwürmer und forscht über Themen wie „Penisfechten“ (penis fencing), Warnfärbung und Fressverhalten dieser Tiere. 1998 arbeitete sie mit einem Smithsonian Fellowship am National Museum of Natural History in Washington, D.C. und publizierte mit Nicolaas Michiels vom Max-Planck-Institut für Verhaltensphysiologie in Nature über ihre Entdeckung des „Penisfechtens“ bei Pseudoceros bifurcus. Auch in der PBS-Dokumentarreihe The Shape of Life (2002) war sie zu diesem Thema zu sehen. Später war sie als wissenschaftliche Mitarbeiterin an der School of Environmental Science & Management der Southern Cross University in Lismore tätig. 2004 wurde sie Kuratorin der Meeresabteilung des Auckland Museums in Neuseeland. Sie nahm am Biodiversitätsprogramm des Queensland Museums teil. In jüngerer Zeit erforschte sie die Auswirkungen der globalen Erwärmung.
Newman betätigt sich außerdem als Unterwasserfotografin. Gemeinsam mit ihrem mittlerweile verstorbenen Ehemann Andrew Flowers veröffentlichte sie zahlreiche Aufnahmen von Meerestieren, unter anderem in ihrem 2003 erschienenen Bestimmungsbuch Marine flatworms : the world of polyclads, an dem Cannon als Co-Autor beteiligt war.

## Publikationen (Auswahl)
- Aspects of the biology and distribution of pteropods (Gastropoda : Opisthobranchia) from the Bay of Fundy Region, Canada. Thesis (M.Sc.)-University of Guelph, 1982.
- Holoplanktonic molluscs (Gastropoda ; Thecosomata, Gymnosomata and Heteropoda) from the waters of Australia and Papua New Guinea : their taxonomy, distribution and biology. Dissertation, University of Queensland, 1990.
- Leslie J. Newman, Lester Robert Glen Cannon, Andrew Flowers: Marine flatworms : the world of polyclads. CSIRO, Collingwood, Vic. 2003, ISBN 0-643-06829-5.
- Leslie J. Newman, Lester Robert Glen Cannon: Fabulous flatworms : a guide to marine polyclads. CD-ROM, CSIRO, Collingwood, Vic. 2005, ISBN 0-643-06964-X.
- Nicolaas K. Michiels, Leslie J. Newman: Sex and violence in hermaphrodites. (PDF; 101 kB) In: Nature Vol. 39, 12. Februar 1998, Macmillan Publishers Ltd., S. 647.
- Leslie J. Newman, Lester Robert Glen Cannon: Pseudoceros and Pseudobiceros (Platyhelminthes, Polycladida, Pseudocerotidae) from eastern Australia and Papua New Guinea. (PDF; 12,2 MB) In: Memoirs of The Queensland Museum 37, 1994, S. 246–248.
- Leslie J. Newman, Lester Robert Glen Cannon: The importance of the fixation of colour, pattern and form in tropical Pseudocerotidae (Platyhelminthes, Polycladida). In: Developments in Hydrobiology Vol. 108, Springer, 1995, S. 141–143.